# Pompa turbomolekularna

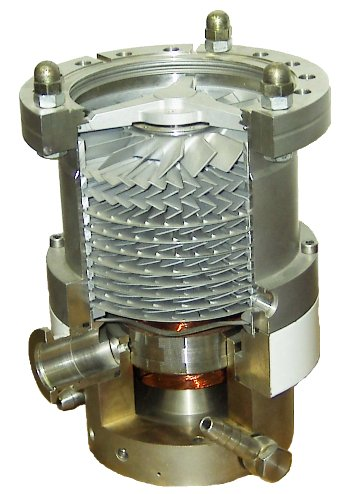
Przekrój pompy turbomolekularnej z uwidocznionymi łopatkami wirnika i statora

Pompa turbomolekularna – pompa próżniowa pozwalająca uzyskiwać wysokiej jakości próżnię.

## Budowa i zasada działania
Podstawowymi elementami pompy turbomolekularnej są dwa układy łopatek:
- nieruchomego statora,
- obracającego się wirnika.

Łopatki wirnika rozmieszczone są promieniście na osi a łopatki statora przymocowane są do wewnętrznej strony obudowy. Płaszczyzna łopatek nie jest prostopadła do osi, lecz skręcona o pewien kąt. Kąt skręcenia płaszczyzny łopatek wirnika jest przeciwny do kąta skręcenia łopatek statora (stanowią lustrzane odbicie) a wieńce wirnika są poprzedzielane wieńcami statora.
Wirnik wprawiany jest w ruch obrotowy nadając w wyniku zderzeń cząsteczkom powietrza prędkość, tak że poruszają się one w kierunku wylotu pompy. W ten sposób z wnętrza komory próżniowej cząsteczki są usuwane, a ciśnienie wewnątrz komory spada. Wirnik pompy obraca się bardzo szybko, tak by prędkość łopatek była porównywalna z prędkością ruchów cieplnych cząsteczek, tak by zderzenia cząsteczek z łopatkami były częstsze niż między cząsteczkami. Prędkość obrotowa może dochodzić do stu tysięcy obrotów na minutę.

## Parametry pracy
Pompa turbomolekularna nie może pracować przy ciśnieniu atmosferycznym, gdy droga swobodna cząsteczek powietrza jest zbyt krótka, i wymaga użycia innej pompy do uzyskania próżni wstępnej rzędu 1 Pa. W zależności od konkretnej konstrukcji i zastosowań uzyskiwana próżnia jest z zakresu 10−2 ÷ 10−7 Pa. Prędkość pompowania waha się od kilkunastu litrów na sekundę w pompach laboratoryjnych do tysięcy litrów na sekundę w instalacjach przemysłowych.
W standardowych pompach laboratoryjnych wirnik obraca się 800 (starsze pompy) lub 1500 (nowsze pompy) obrotów na sekundę (odpowiednio 48 000 i 90 000 obrotów na minutę).